# Aydıncık (Yozgat)

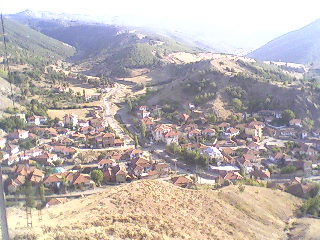
Aydıncık

Aydıncık ist eine Stadt und Hauptort des gleichnamigen Landkreises der türkischen Provinz Yozgat. Die Stadt liegt etwa 50 Kilometer nordöstlich der Provinzhauptstadt Yozgat. Laut Stadtsiegel hat der Ort seit 1967 den Status einer Belediye (Gemeinde).

## Landkreis
Der Landkreis liegt im Norden der Provinz. Er grenzt im Osten an den Landkreis Çekerek, im Süden an den Kreis Sorgun, im Westen und Nordwesten an die Provinz Çorum und im Nordosten an die Provinz Amasya. Die Fernstraße D-190 von Sungurlu nach Turhal durchquert den Landkreis von Westen nach Osten und passiert Aydıncık etwa drei Kilometer nördlich. Im Nordosten durchfließt der Çekerek Çayı den Kreis. Dort liegen Ausläufer des Bergzuges Buzluk Dağı mit dem 1375 Meter hohen Altındağı Tepesi.
Der Kreis wurde 1990 gebildet (Gesetz Nr. 3544) und bestand bis dahin aus dem gleichnamigen Bucak im Westen des damaligen Kreises Çekerek. Bei der letzten Volkszählung vor der Gebietsänderung (1985) hatte der Bucak Aydıncık 18.946 Einw., das waren 25,5 % der damaligen Kreisbevölkerung.
Ende 2020 bestand der Landkreis Aydıncık neben der Kreisstadt (30,3 % der Kreisbevölkerung) mit Baydiğin (3302 Einw.) aus einer weiteren Gemeinde (Belediye) sowie 22 Dörfern (Köy) mit einer Gesamtbevölkerung von 3643 Einwohnern (ca. 36,6 % der Kreisbevölkerung). Kazankaya (1311 Einw.) ist das größte Dorf, weitere vier Dörfer haben mehr Einwohner als der Durchschnitt (166). Die Bevölkerungsdichte liegt knapp unter dem Wert für die Provinz.